# 下田缶ビール詐欺事件
下田缶ビール詐欺事件（しもだかんビールさぎじけん）は、1981年に静岡県下田市の酒屋から缶ビールが盗まれた事件である。後に実刑判決を受けた被疑者が真犯人を自力で見つけ出し、再審無罪が確定した。被害者が弁護士などの支援を受けずに自力で冤罪を晴らした数少ない事件の一つである。

## 概要
下田缶ビール詐欺事件は、1981年8月7日に静岡県下田市東本郷の酒店、下田商店から缶ビール50ケースがだまし取られた事件である。店に電話があり、缶ビールを用意したらだまし取られていたという内容のものだった。
下田警察署は、下田簡裁に逮捕状を請求して大井警察署によって被告人Aが逮捕された。Aは全面的に容疑を否認していたものの、同署は被害者の母子と買い受けた食堂経営者の供述によって犯人だと断定した。Aはその後も容疑を一貫して否認していたものの静岡地裁下田支部は、Aのアリバイを認めずに被害者の犯人で間違いないという供述などから1982年9月2日に懲役10か月の実刑判決を下した。Aは無実を主張しながらも、控訴せずに確定した。

## 再審
Aは1983年2月2日に刑期満了で釈放されると、自力で真犯人探しを始める。その結果、真犯人がアルバイト先の元同僚Bであることを突き止めた。Bがギャンブルが好きで競馬や競輪などによく行くという話を聞いていたAは、大井競馬場にてBを発見し警察署に引き渡した。そして、静岡地裁沼津支部に再審請求をして、1986年2月24日に再審開始決定を受けた。同年の6月23日に再審無罪判決が出て確定した。再審ではBが真犯人であること、アリバイの成立が認められた。

## 真犯人
Bには同一犯人と思われる手口が似た事件があり、これについてBが容疑者として浮上していたが、捜査当局は調べていなかった。

## 弁護活動
弁護活動において、Aが無罪を一貫して主張していたにもかかわらず、弁護士はAの無実の主張を否定するような発言を行っていた。